# Alvin Jones (futbolista)
Alvin Jones (Trinidad y Tobago, 9 de julio de 1994) es un futbolista trinitense. Juega de defensa y su equipo es el Club Deportivo Real Sociedad de la Liga Nacional de Honduras. Es internacional absoluto por la selección de Trinidad y Tobago desde 2014.

## Selección nacional
Debutó por la selección de Trinidad y Tobago el 10 de octubre de 2014 ante Santa Lucía.

### Participaciones en Copa Oro de la Concacaf
| Copa                            | Sede                    | Resultado      |
| ------------------------------- | ----------------------- | -------------- |
| Copa de Oro de la Concacaf 2019 | Estados Unidos          | Fase de grupos |
| Copa de Oro de la Concacaf 2021 | Estados Unidos          | Fase de grupos |
| Copa de Oro de la Concacaf 2023 | Estados Unidos · Canadá | Fase de grupos |

## Clubes
| Club            | País              | Año           |
| --------------- | ----------------- | ------------- |
| W Connection    | Trinidad y Tobago | 2012-2018     |
| OKC Energy      | Estados Unidos    | 2019          |
| Real Salt Lake  | Estados Unidos    | 2020          |
| Real Monarchs   | Estados Unidos    | 2020          |
| Forward Madison | Estados Unidos    | 2022          |
| Club Sando      | Trinidad y Tobago | 2023          |
| Police F. C.    | Trinidad y Tobago | 2023-2024     |
| Real Sociedad   | Honduras          | 2025-presente |

## Palmarés

### Títulos nacionales
| Título                     | Club         | País              | Año     |
| -------------------------- | ------------ | ----------------- | ------- |
| TT Premier Football League | W Connection | Trinidad y Tobago | 2013-14 |
| Copa de Trinidad y Tobago  | W Connection | Trinidad y Tobago | 2013-14 |
| Copa de Trinidad y Tobago  | W Connection | Trinidad y Tobago | 2015-16 |
| TT Premier Football League | W Connection | Trinidad y Tobago | 2018    |

## Vida personal
Es hijo del exfutbolista e internacional trinitense Kelvin Jones, y es el hermano menor del también futbolista internacional Joevin Jones.